# Боровлянка (Чарышский район)
Боровлянка — село в Чарышском районе Алтайского края. До 4 марта 2022 года входило в состав сельского поселения Малобащелакский сельсовет.

## История
Основано в 1866 г. В 1928 году состояло из 173 хозяйства, основное население — русские. В административном отношении являлось центром Боровлянского сельсовета Бащелакского района Бийского округа Сибирского края.

## Население
| 1926 | 1997 | 1998 | 1999 | 2000 | 2001 |
| ---- | ---- | ---- | ---- | ---- | ---- |
| 779  | ↘122 | ↘114 | ↘111 | ↘109 | ↘108 |
| 2002 | 2003 | 2004 | 2005 | 2006 | 2007 |
| ↘98  | ↘93  | ↗96  | ↘92  | ↗93  | →93  |
| 2008 | 2009 | 2010 | 2011 | 2012 | 2013 |
| ↘86  | ↘80  | ↗83  | ↘82  | ↗93  | ↗100 |

Национальный состав
Согласно результатам переписи 2002 года, в национальной структуре населения русские составляли 100 %.